# 장빙린

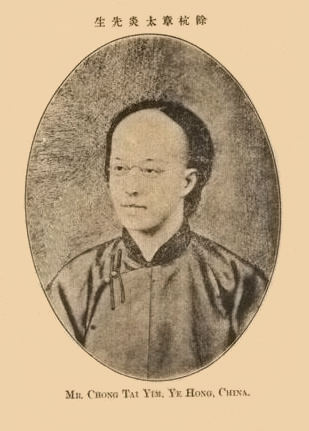
장빙린

장빙린(章炳麟, 1868년~1936년)은 청말민초의 학자이자 혁명가이다. 절강성(浙江省) 여항현(餘杭縣) 출신이다. 자는 매숙(枚叔). 호는 태염(太炎)이다.

## 생애
소년 시절에 일찍이 배만의식(排滿意識)에 눈떴다고 한다. 청년 시대에 유월(兪越)에게 사사하여 고증학을 수학하고, 《좌씨전(左氏傳)》을 연구한 뒤에 캉유웨이·량치차오 등의 개혁운동에 참가하였으나 그들의 공양학파(公羊學派)와는 학문상의 견해를 달리하여 곧 그들과 결별하였다. 무술정변 후 한때 일본에 망명하여 개혁파를 떠난 채 배만운동(排滿運動)을 결의하였다. 〈구서〉에서 강렬한 배만사상을 표명한 데 이어 〈박강유위론혁명서(駁康有爲論革命書)〉와, 추용(鄒容)의 저서인 《혁명군(革命軍)》의 서문에서 청조를 매도하여 투옥되었는데, 옥중에서는 불전(佛典)을 연구했다. 또한 저장(浙江) 계통의 혁명단체인 광복회(光復會)의 결성에 관여하였다. 출옥 후 도쿄에 가서 중국 혁명동맹회(中國革命同盟會)의 기관지인 <민보(民報)>의 주필이 되어 민족혁명을 맹렬히 고취하였다. 신해혁명 후에는 위안스카이(袁世凱)의 반동정치에 반대하였고, 쑨원(孫文) 등과 행동을 함께 하였다. 뒤에는 정계를 떠나 국학(國學)의 연구와 유지에 전념하여 민국의 학문에 상당한 영향을 미쳤다. 

## 사상
혁명가로서의 그의 특색은 화이사상(華夷思想)에 입각한 종족혁명주의(種族革命主義)에 있고, 쑨원 등의 서구적·근대적 혁명이론을 승인하지 않았다. 학자로서는 고증학의 정통을 자부하였고, 특히 소학(小學) (현학·훈설(訓說)·音韻學)에 상세하며, 음운학의 권위로서 불교에도 통하여, 고증학·제자학(諸子學)·불학(佛學)을 망라한 국학을 주장하였다. 그 학풍은 혁명사상과 마찬가지로 국수주의적이다. 

## 저서
저서로는 전술한 것 외에 <문시(文始)>, <신방언(新方言)>, <소학문답(小學問答)>, <검론(檢論)>, <국고론형(國故論衡)> 등 대단히 많다. 이것들은 <장씨총서(章氏叢書)>, <동속편(同續編)>, <태염문록(太炎文錄)>, <동속편(同續編)>에 대체로 수록되어 있다. 루쉰(魯迅), 저우쭤런(周作人), 첸쉬안퉁(錢玄同) 등이 그의 훈도를 받았다. 

## 역대 선거 결과
| 선거명      | 직책명          | 대수 | 정당   | 1차 득표율 | 1차 득표수 | 2차 득표율 | 2차 득표수 | 3차 득표율 | 3차 득표수 | 결과 | 당락 |
| ----------- | --------------- | ---- | ------ | ---------- | ---------- | ---------- | ---------- | ---------- | ---------- | ---- | ---- |
| 1916년 선거 | 중화민국 부총통 | 2대  | 무소속 | -%         | 1표        |            |            |            |            | 14위 | 낙선 |

## 같이 보기
- 동북공정

## 참고 문헌
- 이 문서에는 다음커뮤니케이션(현 카카오)에서 GFDL 또는 CC-SA 라이선스로 배포한 글로벌 세계대백과사전의 내용을 기초로 작성된 글이 포함되어 있습니다.